# 奥斯图斯
奥斯图斯（法語：Osthouse，法語發音：[ɔstuz]）是法国下莱茵省的一个市镇，属于塞莱斯塔-埃尔什泰因区。

## 地理
奥斯图斯（48°24'9"N, 7°38'35"E）面积9.72 平方千米，位于法国大東部大區下莱茵省，该省份为法国大陆部分最东部的省份，是阿尔萨斯的一部分，今与上莱茵省组成了阿尔萨斯欧洲集体，其南至上莱茵省，西南接孚日省和默尔特-摩泽尔省，西接摩泽尔省，北与德国接壤。
与奥斯图斯接壤的市镇（或旧市镇、城区）包括：博尔瑟奈姆、埃尔什泰因、盖尔斯泰姆、马策奈姆、于特奈姆。

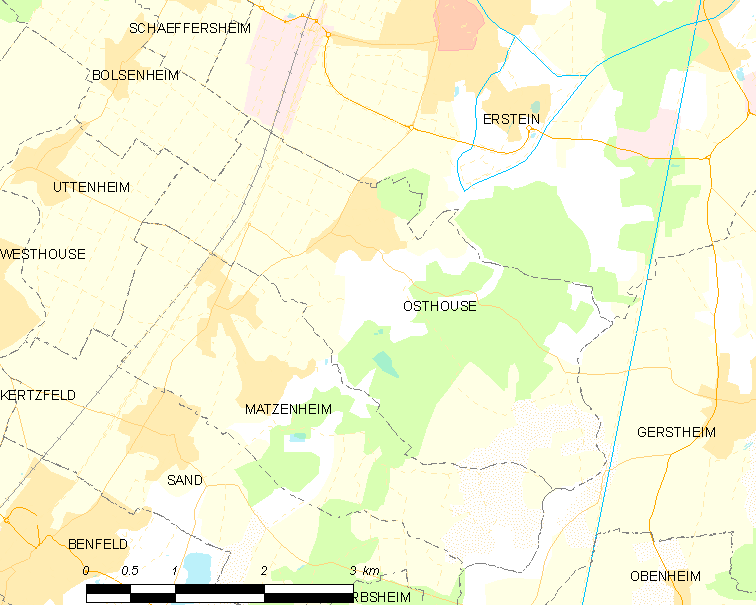
奥斯图斯的OSM定位图

奥斯图斯的时区为UTC+01:00、UTC+02:00（夏令时）。

## 行政
奥斯图斯的邮政编码为67150，INSEE市镇编码为67364。

## 政治
奥斯图斯所属的省级选区为埃尔什泰因区。

## 人口

1962-2008年间奥斯图斯人口变化图示

奥斯图斯于2022年1月1日时的人口数量为955人。